# Tia Mare
Tia Mare – wieś w Rumunii, w okręgu Aluta, w gminie Tia Mare. W 2011 roku liczyła 1570 mieszkańców. 